# الحق في الإدلاء بالرأي
حق الإدلاء بالرأي (ويُدعى أيضًا مشاركة الأطفال) هو مبدأ من مبادئ حقوق الطفل على النحو المعرّف في اتفاقية الأمم المتحدة لحقوق الطفل. وفقًا للمادة 12 من الاتفاقية، يتمتع الأطفال بالحق في التعبير عن آرائهم في جميع الأمور التي تمسهم، ويجب منح آرائهم الاعتبار الواجب وفقًا لسن الطفل ونضجه. ينطبق هذا الحق أيضًا بالتساوي على مشاركة الأطفال في المسائل الاجتماعية والسياسية بالإضافة إلى الإجراءات القضائية والإدارية. يعكس حق الطفل في الإدلاء بالرأي بصفته مبدأ عامًا مفهوم دور الأطفال، إذ لا يُنظر للأطفال على أنهم أشخاص ضعفاء يحتاجون إلى حماية خاصة، بل يعتبرون صناع قرار واعين وأصحاب حقوق وأعضاء فاعلين في المجتمع.
يرتبط الحق في الإدلاء بالرأي من المادة 12 ارتباطًا وثيقًا بالمواد الأخرى المندرجة في الاتفاقية، والتي تُدعى مجتمعة «حقوق المشاركة» للأطفال، وتؤكد اعتبار الأطفال مواطنين أصحاب حقوق. تشمل هذه المواد:
- المادة 13 – حق الطفل في التماس المعلومات وتلقيها ونقلها.
- المادة 14 – حرية الفكر والوجدان والدين.
- المادة 15 – حرية تكوين الجمعيات.[2]

## عوامل التمكين

### الثقة
تعد الثقة عنصرًا رئيسيًا في تشجيع الطفل على التعبير عن آرائه. تشمل استراتيجيات بناء الثقة لدى الأطفال:
- أظهر الاهتمام واحترم الطفل بصفته شخصًا.
- اسأل الفتى أو الفتاة عن حاله أو حالها، وكيف تشعر أو يشعر حيال مكان عيشهم وظروف حياتهم، واسأل إذا ما كانا يحتاجان أي شيء.
- انخرط في محادثة لطيفة مع الطفل حول مسائل الحياة اليومية.
- أظهر التعاطف وعبر عن المشاعر الإيجابية. تحدث مع الطفل حول الأشياء المهمة بالنسبة له والتي قد تثير اهتمامه أو اهتمامها.
- لاحظ ما إذا كان الطفل مرتاحًا في الحديث معك، وطمئنه وأعطه شعورًا بالسيطرة على سير الأحداث.
- اجعل غرفة اللقاء صديقة للأطفال.
- عرّف عن نفسك واشرح دورك المهني.
- اشرح هدف اللقاء وماهية الاجتماع، ولماذا تتواجد هناك لتتحدث مع الطفل وماذا سيحدث بعد ذلك.
- خصص وقتًا كافيًا للتحدث مع الطفل والاستماع له.
- وفر الترجمة الشفوية والوساطة الثقافية عند الحاجة.
- امنح الطفل الوقت ليفكر في المعلومات التي شاركتها، وليستوعبها ويعود للقاء ثانٍ أو ثالث إذا كان الأمر ضروريًا ومناسبًا.
- اسأل الطفل أو الطفلة ما إذا فهم أو فهمت المعلومات واطلب منهم أن يشرحوا ما فهموه، وخذ وقتًا لطرح الأسئلة التي تحتاج إلى طرحها.[3]

### التواصل المراعي للسن
في حالات الأطفال الأصغر أو ذوي المهارات المعرفية الضعيفة، قد تكون مشاركة الطفل عبر الرسم أو اللعب أو عبر ملاحظة سلوك الطفل مع أفراد العائلة وفريق الرعاية. يساعد تكييف اللغة مع عمر الطفل ونموه على ضمان قدرة الطفل على فهم المسائل المطروحة والتعبير عن مشاعره وآرائه.
تضع القوانين الوطنية عادةً حدودًا عمرية لحق الأطفال في التواصل مع الخدمات الاجتماعية من تلقاء أنفسهم، والاستماع إليهم في الإجراءات القضائية والإدارية، والعمل طرفًا في دعوى أو طرفًا في قضية، والاستئناف ضد القرارات والشكوى وطلب الإنصاف. تختلف الحدود العمرية التي يحددها القانون الوطني بين البلدان، وقد تختلف أيضًا في بعض الحالات بين القوانين المتنوعة التي تنطبق على مجموعات مختلفة من الأطفال والسياقات. لا يُتناول حق الأطفال الصغار في الإدلاء بالرأي مثل حق المراهقين في كثير من الأحيان. قد تضمن بعض التدابير الخاصة على الصعيد الوطني ألا يُستبعد الأطفال الصغار من ممارسة حقهم في الإدلاء بالرأي.

### الاعتبارات الجندرية فيما يتعلق بالحق في الإدلاء بالرأي
قد يؤثر جنس المحاور أو المترجم الفوري أو الوسيط الثقافي أو الوصي أو طاقم الرعاية على استعداد بعض الأطفال للتعبير عن أنفسهم. قد يعتمد ذلك على التجارب التي مر بها الأطفال مع الرجال والنساء في منازلهم ومجتمعاتهم، أو خلال رحلتهم وأماكن وجهتهم خلال الهجرة. قد تلعب الأدوار الجندرية والعلاقات التقليدية دورًا أيضًا. يجب احترام الهوية الجندرية لدى الطفل.